# Aleksiej Bogomołow (inżynier)
Aleksiej Fiodorowicz Bogomołow (ros. Алексей Фёдорович Богомолов, ur. 20 maja?/2 czerwca 1913 we wsi Sitskoje, obecnie w obwodzie kałuskim, zm. 12 kwietnia 2009 w Moskwie) – radziecki radiotechnik, uhonorowany tytułem Zasłużony Działacz Nauki i Techniki RFSRR.

## Życiorys
Od 1923 mieszkał w Moskwie, gdzie do 1927 skończył 7-letnią szkołę, a w 1929 I Moskiewski Instytut Wychowania Pracowniczego, później pracował jako elektromonter, brygadzista i starszy elektryk. W 1937 z wyróżnieniem ukończył Moskiewski Instytut Energetyczny i pozostał na uczelni na  aspiranturze, jednocześnie pracując jako inżynier. Od października 1941 służył w Armii Czerwonej, na początku 1942 skończył 3-miesięczne specjalne kursy Leningradzkiej Wojskowej Elektrotechnicznej Akademii Łączności im. Budionnego i został technikiem w Leningradzkiej Armii Obrony Przeciwlotniczej, brał udział w obronie i likwidacji blokady Leningradu, pod koniec 1945 został zwolniony do rezerwy w stopniu starszego porucznika. Po wojnie został asystentem katedry radiolokacji (późniejszej katedry przyrządów radiotechnicznych) Wydziału Radiotechnicznego Moskiewskiego Instytutu Energetycznego, jednocześnie 1947-1954 wykładał na wyższych kursach inżynieryjnych. Od października 1953 do października 1988 był głównym konstruktorem i dyrektorem Sektora Prac Specjalnych (od marca 1958: Specjalnego Biura Konstruktorskiego) Moskiewskiego Instytutu Energetycznego, gdzie organizował ogromną pracę w zakresie radiotechniki i aparatury naziemnej kierującej rakietami balistycznymi, m.in. rakiet R-7. W 1956 otrzymał tytuł profesora, a w 1984 akademika Akademii Nauk ZSRR (od 1991: Rosyjskiej Akademii Nauk). Został pochowany na Cmentarzu Trojekurowskim.

## Odznaczenia i nagrody
- Medal „Sierp i Młot” Bohatera Pracy Socjalistycznej (21 grudnia 1957)
- Order Lenina (czterokrotnie, 20 kwietnia 1956, 21 grudnia 1957, 17 czerwca 1961 i 2 czerwca 1983)
- Order Rewolucji Październikowej (15 czerwca 1973)
- Order Wojny Ojczyźnianej II klasy (11 marca 1985)
- Order Czerwonego Sztandaru Pracy (17 września 1975)
- Order Czerwonej Gwiazdy (22 czerwca 1945)
- Order „Znak Honoru” (9 lipca 1954)
- Nagroda Leninowska (1966)
- Nagroda Państwowa ZSRR (dwukrotnie, 1978 i 1986)
- Złoty Medal Akademii Nauk ZSRR im. Popowa (1989)

I medale.